# Goto, l'île d'amour
Pour plus de détails, voir Fiche technique et Distribution.
Goto, l'île d'amour est un film français réalisé par Walerian Borowczyk, sorti en 1969.

## Synopsis
En 1887, subsiste une île au milieu de l'océan, coupée du monde après un séisme dévastateur. Les gouverneurs qui la dirigent veillent à ce que rien ne bouge. Mais Glossia, l'épouse du gouverneur Goto III, aime Gono, un officier jeune et beau. Ensemble ils préparent leur évasion. Mais Grozo, un condamné gracié désormais au service de Goto, est aussi amoureux de Glossia.

## Fiche technique
- Titre original : Goto, l'île d'amour
- Réalisation : Walerian Borowczyk
- Assistant réalisateur : Patrick Saglio
- Scénario : Walerian Borowczyk ; collaboration Dominique Duvergé
- Script-girl : Suzanne Ohanessian
- Photographie : Guy Durban
- Assistant opérateur : Noël Véry
- Son : Norbert Gernolle
- Montage : Charles Bretoneiche
- Production : René Thévenet et Louis Duchesne (producteur délégué)
- Assistante de production : Gisèle Thenaisie
- Sociétés de production : Euro-Images,	Production René Thévenet
- Sociétés de distribution : Euro-images
- Pays d'origine :  France
- Format : Noir et blanc et couleurs - 35 mm - 1,66:1 - Mono
- Genre : Drame parodique
- Durée : 93 minutes
- Date de sortie : 29 janvier 1969

## Distribution
- Pierre Brasseur : Goto III
- Ligia Branice : Glossia
- Jean-Pierre Andréani : le lieutenant Gono
- Ginette Leclerc : Gonasta
- Fernand Bercher : l'instituteur
- Michel Charrel : Grymp
- Rudy Lenoir : le juge d'instruction
- Colette Régis : la directrice de la maison close
- Michel Thomass : Gra
- Guy Saint-Jean : Grozo
- René Dary : Gomor
- Steve Kalfa : Gilo
- Ari Arcadi : l'officier exécuteur de chiens
- Guy Bonnafoux : Gurto
- André Cassan : le médecin
- Noël Michely : le musicien à la scie
- Percival Russel : Gotudo
- Pascale Christophe (sous son vrai nom de Pascale Brouillard) :la petite Gauda
- Raoul Darblay : le général Gwino
- Robert Capia
- Pierre Collet
- Hubert Lassiat : le général aux lunettes
- Allain Marco : Gabro
- Maritin
- Alain Noël
- Paul Pallardy
- Roland Fleury : un soldat

## Appréciation critique
« Avec cette parodie réaliste qu'est Goto, Borowczyk découvre une nouvelle voie pour sa recherche sur le cauchemar du monde, et son film, inquiétant, subtil, tendre, cruel, témoigne d'une liberté que seuls possèdent les véritables créateurs. »

— Nicole Zand ,  Le Monde, 3 février 1969